# Paul Palmer (giocatore di football americano)
Paul Woodrow Palmer (Bethesda, 14 ottobre 1964) è un ex giocatore di football americano statunitense che ha militato nel ruolo di running back nella National Football League (NFL) e nella World League of American Football (WLAF).

## Carriera

### Kansas City Chiefs
Al college Palmer giocò a football a Temple, venendo premiato come All-American. Fu scelto dai Kansas City Chiefs nel corso del primo giro (diciannovesimo assoluto) nel Draft NFL 1987. La bisnonna, Frances Palmer, che lo aveva cresciuto dall'età di due anni, morì quello stesso giorno, così Paul decise di passare quella giornata con la sua famiglia. Nella sua prima stagione giocò principalmente negli special team, guidando la AFC in yard medie per ritorno di kickoff (24,3), venendo inserito nella formazione ideale dei rookie come ritornatore.
Nel 1988, dopo le prime sei partite, Palmer guidava la squadra in corse, ricezioni, marcature e yard totali dalla linea di scrimmage. In seguito tuttavia si scontrò con lo staff degli allenatori e non riuscì a strappare il posto di running titolare a Christian Okoye. Il 4 settembre 1989 fu svincolato dal nuovo capo-allenatore Marty Schottenheimer. In due stagioni corse 607 yard.

### Detroit Lions
Il 5 settembre 1989 Palmer firmò con i Detroit Lions, ritrovando Frank Gansz che era stato il suo capo-allenatore ai Chiefs. Il 16 ottobre, dopo cinque gare senza avere tentato alcuna corsa e 11 ritorni di kickoff per 255 yard, fu scambiato con i Dallas Cowboys, per una scelta dell'ottavo giro.

### Dallas Cowboys
Nel 1989 divenne il running back titolare dopo che Herschel Walker fu scambiato con i Minnesota Vikings. Palmer guidò i Cowboys con 446 yard corse in nove gare, mentre la squadra ebbe un record di 1–15 e il secondo minimo della sua storia per yard corse (dopo la stagione 2012), con il quarterback Troy Aikman che fu il secondo miglior corridore della squadra con 302 yard. Palmer giocò un ruolo chiave nell'unica vittoria della stagione (contro Washington), quando ebbe l'unica partita da 100 yard corse della carriera, guadagnandone 110 e segnando un touchdown.

### Cincinnati Bengals
Il 30 marzo 1990 Palmer firmò con i Cincinnati Bengals. Malgrado avesse guidato la squadra in yard su ritorno di kickoff nella pre-stagione, fu svincolato il 20 agosto.

### Barcelona Dragons
Nel 1991 Palmer fu scelto nel draft dai Barcelona Dragons della World League of American Football. Nelle prime quattro gare fu il secondo miglior corridore della squadra ma un infortunio a un tendine del ginocchio lo limitò a 39 yard corse nel resto della stagione, chiusa con 358 yard e 3 touchdown.

### Philadelphia Eagles
Il 27 giugno 1991 Palmer firmò come free agent con i Philadelphia Eagles. Fu svincolato il 5 agosto.

### Ritorno ai Barcelona Dragons
Nel 1992 Palmer concluse la sua carriera professionistica con i Dragons di cui fu il running back titolare, correndo 259 yard.

## Palmarès
- All-Rookie Team - 1987
- College Football Hall of Fame